# Joossesweg
Joossesweg es una localidad del municipio de Veere, en la provincia de Zelanda (Países Bajos).
El 1 de enero de 2005 su área administrativa contaba con sólo 20 habitantes.